# Сокольтенанго
Сокольтенанго (исп. Socoltenango) — посёлок в Мексике, штат Чьяпас, входит в состав одноимённого муниципалитета и является его административным центром. Численность населения, по данным переписи 2020 года, составила 5244 человека.

## Общие сведения
Название Socoltenango с языка науатль можно перевести как — поселение, укреплённое кувшинами.
Поселение было основано по указу Карла V в 1545 году, куда переселялись аборигены из мелких разрозненных деревень для их евангелизации.
В 1557 году начинается строительство церкви доминиканцев.
В 1920 году открылись первые учебные классы.
В 1947 году в посёлок проведена телефонная связь.
В 1982 году было построено новое здание администрации.